# Усадьба Барышникова
Уса́дьба Бары́шникова — московская усадьба коллекционера Ивана Барышникова, возведённая на Мясницкой улице в 1793—1802 годах по проекту архитектора Матвея Казакова. В разное время имение принадлежало полковнику Степану Бегичеву и камергеру Петру Бекетову. С середины XIX века на территории усадьбы действовала Чернорабочая больница. После Октябрьской революции её реорганизовали в Городское отделение хронических больных имени Владимира Короленко, позднее участок передали НИИ санитарного просвещения Минздрава СССР. С 1989 года в особняке располагается редакция газеты «Аргументы и факты».

## История

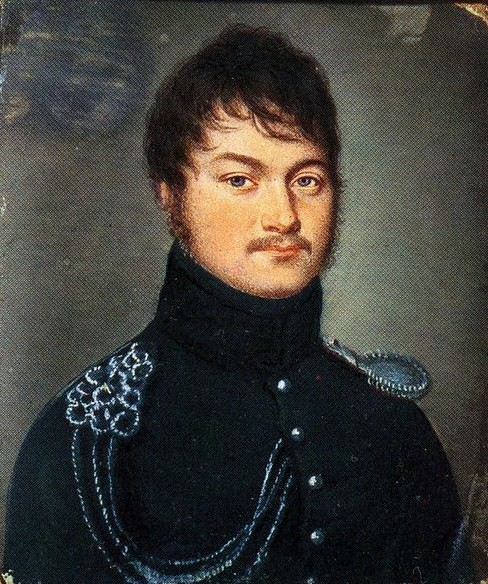
Портрет Степана Бегичева, начало XIX века

В середине XVIII века участок на пересечении Мясницкой и Урусова переулка занимал особняк князя А. И. Кольцова-Мосальского. Главный дом был выстроен в XVII веке перпендикулярно красной линии Мясницкой улицы. От него отходили разновременные флигеля, формирующие г-образную форму усадьбы. Имение часто перепродавали, в 1792-м его приобрёл Иван Барышников. Через год по проекту Матвея Казакова на этом месте начали возводить особняк в классическом стиле. Новое здание выстроили на основе существующих домов, поэтому усадьба получила форму каре. На границе участка вдоль Огородной слободы находились хозяйственные флигеля. Строительство было окончено в 1802-м. Сын Ивана Барышникова так описывал усадьбу: 
...дом, стоявший покоем средний корпус на двор, боковые корпуса — на улицу и, верно, имевший шагов 120 внутри дома в длине от одного конца до другого. <…> Глубина среднего корпуса была в два ряда комнат, из которых передние были две больших гостиных; правый флигель состоял только из трех комнат, большого зала с колоннами и хорами, столовой и официянской, то есть относящейся к слугам…
В 1811 году Барышников приобрёл соседнее имение полковника Н. А. Грязнова, где располагался двухэтажный каменный дом вдоль Мясницкой улицы. Усадебный комплекс уцелел в пожаре 1812-го, но был разграблен. Через одиннадцать лет имение перешло к зятю Ивана Барышникова Степану Бегичеву. Некоторые исследователи указывают, что он стал хозяином особняка сразу по окончании Отечественной войны, однако свадьба молодой пары состоялась только в августе 1823-го. Вскоре после переезда хозяев в имении около года гостил близкий друг хозяина писатель Александр Грибоедов. Ему предоставили отдельный кабинет, где он работал над комедией «Горе от ума». Особняк являлся одним из культурных центров города, в его стенах регулярно бывали поэты Вильгельм Кюхельбекер и Денис Давыдов, драматурги Владимир Одоевский, Пётр Чаадаев и другие.
В 1837 году Бегичев переуступил имение камергеру Петру Петровичу Бекетову, при котором главный дом объединили каменной пристройкой с бывшей усадьбой Грязнова. Вскоре крепостного помещика обвинили в «жестоком обращении с людьми» и Опекунский совет передал его московский особняк под руководство надзирателей. Когда в 1845-м владелец скончался, имение перешло в собственность государства. После капитального ремонта его сдали в аренду под Чернорабочую больницу для бедных слоёв населения. Через десятилетие участок передали в собственность организации для устройства постоянного Мясницкого отделения.
Во второй половине XIX века больница на Мясницкой перешла в ведение Московской городской думы. В этот период увеличилось количество больных венерическими заболеваниями и лечебница нуждалась в дополнительных площадях. В 1873—1875 годах комплекс значительно перестроили под руководством архитектора Александра Мейнгарда. Вдоль Огородной слободы возведи деревянный барак для сифилитического отделения, каменное помещение для прачечной и квартир служащих. Конюшни бывшей усадьбы достроили дополнительным этажом и приспособили под стационарные корпуса. Также на заднем дворе возвели каменную часовню в стиле эклектика.
После Октябрьской революции Чернорабочая лечебница перешла в ведение Мосздавотдела. В 1922-м её стали именовать Городская больница хронических больных имени Владимира Короленко. На территории также действовал Кожно-венерологический диспансер № 2. Уже через год строение находилось в аварийном состоянии, и после ремонта его передали в ведение НИИ санитарного просвещения Минздрава СССР. В 1930-х годах бо́льшую часть ветхих построек вдоль Огородной слободы снесли, и вскоре участок с уцелевшими больничными корпусами выделился в самостоятельное владение.
В 1999 году бывшее имение Бекетова передали в долгосрочную аренду газете «Аргументы и факты» для создания пресс-площадки. Одним из условий стало восстановление исторического облика дома силами организации. Более чем за двадцать лет в стенах особняка провели свыше пяти тысяч презентаций, концертов, брифингов и журналистских встреч с общественными и культурными деятелями. Во время одной из пресс-конференций французская актриса Катрин Денёв выразила восхищение «царскими» интерьерами дома. В 2013-м перед зданием установили памятник талисману периодического издания — собаке Аифке. Комплекс открыт для посещения в рамках проекта «Дни исторического и культурного наследия».
В 2018 году появилась информация о продаже особняка на Мясницкой частным инвесторам, однако Департамент города Москвы по конкурентной политике выставил на торги только один из корпусов бывшей Чернорабочей больницы, возведённый Мейнгардом. Новый владелец дома — фирма «Виктория классик» — выкупил его более чем за 75 миллионов рублей и взял на себя обязательства по реставрации объекта культурного наследия.

## Экстерьер и интерьер

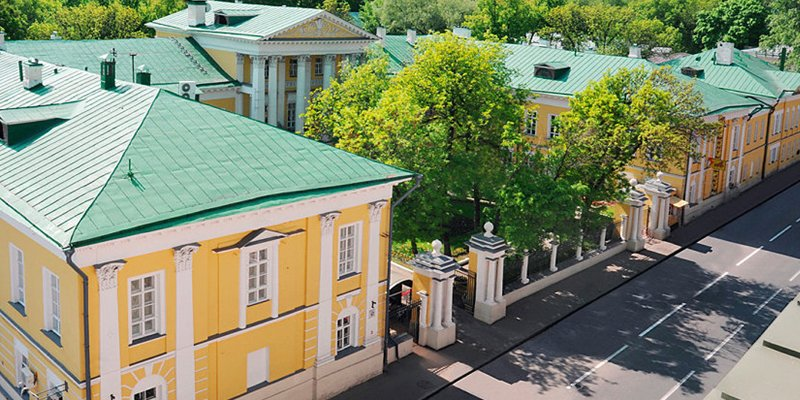
Усадьба Барышникова, 2018 год

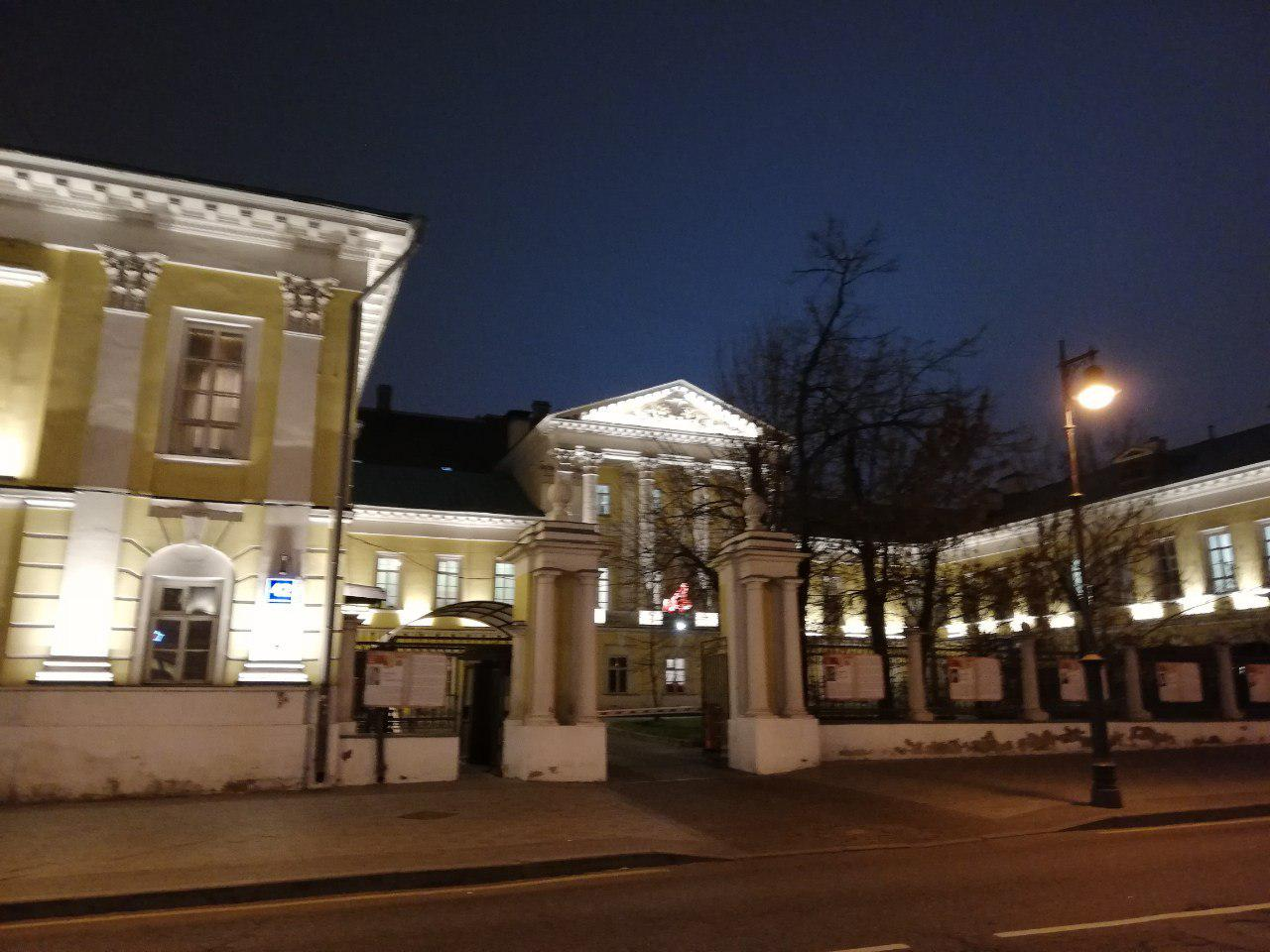
Главные ворота усадьбы Барышникова, 2018 год

Усадьба Барышникова считается одним из знаковых памятников классической московской архитектуры. Центральный объём дома выделен мезонином и портиком коринфского ордера, который установили на высокий стилобат и сильно отодвинули от фасада. Благодаря такой композиции строение воспринимается более представительно. Парадные окна второго этажа декорировали сандриками и кронштейнами, их разделили коринфскими пилястрами. Тимпан фронтона обильно украсили белокаменной лепниной. До настоящего времени не сохранились устроенные изначально со стороны курдонёра вдоль боковых крыльев дома полукруглые галереи второго этажа, поддерживаемые колоннами. Также утрачены трёхчастные окна и балконы с консолями на торцевых фасадах, обращённых на Мясницкую. От красной линии улицы двор отделён металлической оградой с двумя воротами. Они оформлены белокаменными пилонами с чугунными навершиями-шарами.
Парадный вход усадьбы Барышникова вёл в вестибюль левого флигеля, его разделял пополам ряд колонн, располагавшихся полукругом. От них отходила главная лестница, в основании которой установили зеркальную стену, чтобы визуально расширить площадку первого этажа. Второй ярус с двух сторон декорировали парными колоннами и окнами. В аванзале или «официянской» гости могли поправить свой туалет перед входом в гостиную. Также в этой комнате хозяин самолично встречал высокопоставленных визитёров. От помещения под прямым углом отходят две анфилады, ведущие в восточную и центральную части дома, которая состоит из Зелёной и Розовой гостиных, парадной спальни.
Дверные порталы Зелёного зала обрамлены мраморными колоннами и увенчаны античными барельефами, на которых представлен бог Эрот в окружении нимф. В круглых медальонах по бокам помещены изображения муз. Следующая гостиная выполнена в розовых тонах, она декорирована мраморными вставками и лепниной с изображениями Зевса в облике орла и укушенного пчёлами бога Эрота. Комната соединялась с парадной спальней, располагавшейся в середине центрального крыла дома. Её разделили подпружными арками и украсили расписными плафонами. Западная часть помещения представлена альковом для приватных бесед, а центр комнаты — колоннадой композитного ордера. Декор комнаты выполнен в охристых тонах с изображением ангелов и полевых цветов.
В восточной части дома располагалась Овальная столовая, потолок которой декорирован росписью в виде ромбовидных кессонов. В помещении оборудована ниша для музыкантов, обрамлённая крупными кронштейнами. Главный бальный зал усадьбы именовали круглым из-за коринфской колоннады, выделяющей центр комнаты. При этом само помещение представлено в плане квадратом, его окна выходят на три стороны. Второй ярус зала представлен хорами для музыкантов, декорированными барельефом с образами Аполлона и муз. Балкон опирается на колонны композитного ордера. Роспись потолка изображает уменьшающиеся к центру розетки, что создаёт сходство с куполом.